# Najas affinis
Najas affinis är en dybladsväxtart som beskrevs av Alfred Barton Rendle. Najas affinis ingår i släktet najasar, och familjen dybladsväxter. Inga underarter finns listade.